# 宝石镇 (兴安盟)
宝石镇，是中华人民共和国内蒙古自治区兴安盟突泉县下辖的一个乡镇级行政单位。

## 行政区划
宝石镇下辖以下地区：
宝石社区、宝石村、查干楚鲁村、宝力村、宝林村、宝龙村、宝合村、宝田村、宝丰村、宝城村、宝胜村、宝乐村、东沟村、宝山村、宝范村、蛤蚂甲村、宝兴村、老头山林场和蛤蟆甲林场。